# Alta Floresta d'Oeste
Alta Floresta d'Oeste är en kommun i Brasilien.   Den ligger i delstaten Rondônia, i den centrala delen av landet, 1 600 km väster om huvudstaden Brasília. Antalet invånare är 24 422.
Följande samhällen finns i Alta Floresta d'Oeste:
- Pôsto Fiscal Rolim de Moura

I omgivningarna runt Alta Floresta d'Oeste växer i huvudsak städsegrön lövskog. Trakten runt Alta Floresta d'Oeste är nära nog obefolkad, med mindre än två invånare per kvadratkilometer.